# Die Zeit der Geier
Die Zeit der Geier (Originaltitel: Il tempo degli avvoltoi) ist der Titel eines Italowesterns vom Regisseur Nando Cicero aus dem Jahr 1967 mit George Hilton und Frank Wolff in den Hauptrollen. Deutschsprachige Erstaufführung war am 25. Oktober 1968. Alternativtitel ist Gebrandmarkt.

## Handlung
Ein Viehhüter namens Kitosch arbeitet für den Landbesitzer Don Jaime. Als Kitosch mit Don Jaimes Frau entdeckt wird, lässt man ihn grausam foltern. Allerdings gelingt ihm die Flucht von der Ranch. Bei der Ankunft im nächsten Städtchen versucht er den Sheriff um Schutz zu bitten, da Don Jaime seine Leute auf Kitosch gesetzt hat. Doch anstatt Hilfe zu bekommen, wird er verhaftet und eingesperrt, um den Männern des einflussreichen Großgrundbesitzers ausgeliefert zu werden.
Zur gleichen Zeit wird auch ein gesuchter Krimineller namens Joshua Tracy in dem Ort festgenommen. Doch bei der Durchsuchung des Mannes übersehen die Helfer des Sheriffs eine Derringer-Taschenpistole, welche dieser kurz darauf gebraucht und letztendlich alle Gesetzeshüter des Ortes tötet. Zudem lässt er den einzigen Gefangenen Kitosch frei. Für diese Geste meint Kitosch, stehe er in der Schuld Tracys. Und so folgt und hilft er ihm bei einigen kriminellen Vorhaben. Allmählich stellt sich heraus, dass Tracy doch nicht so ein edler Mensch zu sein scheint. Eher zeichnen sich immer mehr sadistische Züge bei seinem Verhalten ab.
Sein Hauptanliegen ist es, sich an seiner Exfrau und ihrem neuen Liebhaber Big John, der ihm Frau und Vermögen gestohlen hat, zu rächen. Nachdem Tracy seine ehemalige Freundin, die noch dazu an einer Erblindung erkrankt ist, bei lebendigem Leibe verbrannt hat und Big John, wie er es ihm vor langer Zeit geschworen hat, an der Tür seines Hauses gekreuzigt hat, steht Kitosch nicht mehr hinter seinem Befreier. Die beiden feinden sich immer mehr an. Zudem will Kitosch auch noch mit Don Jaime abrechnen. So entführt er zusammen mit Tracy die Geliebte des reichen Mannes. Darauf fordern sie eine größere Summe Lösegeld, welche Don Jaime nach einigen gescheiterten Befreiungsversuchen auch zahlen will. Bei der Übergabe will Tracy auf einmal das Geld für sich und schießt auf Kitosch, der zurück feuert. Tracy stirbt an seinen Verletzungen. Don Jaime will Kitosch, den Tracy scheinbar verfehlt hat, das Geld überreichen. Doch Kitosch drückt ihm das Lösegeld zurück in die Hand, verlässt die Kirche, in der die Übergabe stattgefunden hat, steigt auf sein Pferd und reitet davon. Da entdeckt Don Jaimes Geliebte Blut an den Händen ihres Mannes, doch dieser hat keine Verletzung. Zu spät merken sie, dass Kitosch doch verwundet wurde. Die Endeinstellung zeigt den auf seinem Pferd davonreitenden Sterbenden.

## Kritik
„Dürftiger, brutaler Italowestern, mit Zynismen auf Spielfilmlänge gebracht.“

„Mittelmäßiger Western, … den die schönen spanischen Landschaften nicht über den Durchschnitt heben können“

Die italienische Kritik monierte den ausgeprägten Sadismus des Films, der das einzige sei, womit er sich mit Genrewerken von Vancini und den anderen intellektuellen Regisseuren messen könne, denn hier sei eine politische Botschaft nicht zu finden.